# Grasa Tour
Grasa Tour es la tercera gira musical cantautora argentina Nathy Peluso, en apoyo a su tercer álbum de estudio Grasa (2024). La gira comenzó el 27 de octubre de 2024 en Ciudad de México, y está previsto finalizar el 30 de octubre de 2025 en San Juan, Puerto Rico.

## Antecedentes
El 18 de junio de 2024 a través de Instagram, la cantante reveló la etapa europea y estadounidense de la gira. El 24 de junio anunció las 3 primeras fechas de la etapa latinoamericana del Grasa Tour. El 25 de octubre publicó en sus redes sociales, el dress code de los conciertos de la gira. En diciembre de ese mismo año anuncio nuevas fechas de la gira en España y Latinoamérica.
El 4 de abril de 2025 se confirmó su presencia en el festival portugués NOS Alive. El 18 de junio de 2025, añadió una fecha en San Juan de Puerto Rico.El 14 de agosto de 2025 nuevas fechas en México fueron anunciadas.

## Repertorio
El repertorio se dio a conocer oficialmente en el concierto que se celebró en el Auditorio Nacional en la Ciudad de México el 27 de octubre de 2025. No representa todos los conciertos de la gira.
1. «Corleone»
2. «Aprender a Amar»
3. «Business Woman»
4. «Legendario»
5. «Real»
6. «Delito»
7. «Ateo»
8. «Mafiosa»
9. «Puro Veneno»⁠
10. «La Presa» ⁠
11. «Todo Roto» ⁠
12. «Nathy Peluso: BZRP Music Sessions, Vol. 36»
13. «Manhattan»⁠ ⁠
14. «Sana Sana»
15. «La Mentira»
16. «Corashe»
17. «Mamá»
18. «El Día que Perdí mi Juventud»⁠ ⁠
19. «Emergencia» ⁠
20. «Salvaje»
21. «Menina»
22. «Buenos Aires»⁠
23. «Remedio»
24. «Vivir Así es Morir de Amor» (cover de Camilo Sesto)
25. «Escaleras de Metal»
26. «Ideas Radicales»

## Fechas
| Fecha         | Ciudad           | País      | Recinto            |
| ------------- | ---------------- | --------- | ------------------ |
| 27 de octubre | Ciudad de México | México    | Auditorio Nacional |
| 30 de octubre | Buenos Aires     | Argentina | Movistar Arena     |

| Fecha         | Ciudad                     | País           | Recinto                      |
| ------------- | -------------------------- | -------------- | ---------------------------- |
| 9 de febrero  | Milán                      | Italia         | Fabrique                     |
| 11 de febrero | Berlín                     | Alemania       | Columbiahalle                |
| 13 de febrero | Amsterdam                  | Países Bajos   | Melkweg                      |
| 15 de febrero | París                      | Francia        | Salle Pleyel                 |
| 16 de febrero | Bruselas                   | Bélgica        | Cirque Royal                 |
| 19 de febrero | Londres                    | Reino Unido    | Roundhouse                   |
| 5 de marzo    | Miami Beach                | Estados Unidos | Fillmore Miami Beach         |
| 7 de marzo    | Washington D. C.           | Estados Unidos | 9:30 Club                    |
| 8 de marzo    | New York City              | Estados Unidos | Brooklyn Paramount           |
| 12 de marzo   | Chicago                    | Estados Unidos | The Vic                      |
| 15 de marzo   | Los Angeles                | Estados Unidos | The Novo                     |
| 22 de marzo   | Santiago                   | Chile          | Parque Cerrillos             |
| 23 de marzo   | Buenos Aires               | Argentina      | Hipódromo de San Isidro      |
| 25 de marzo   | Montevideo                 | Uruguay        | Teatro de Verano             |
| 27 de marzo   | Córdoba                    | Argentina      | Plaza de la Música           |
| 29 de marzo   | Bogotá                     | Colombia       | Parque Simón Bolívar         |
| 4 de abril    | Monterrey                  | México         | Parque Fundidora             |
| 6 de abril    | Ciudad de México           | México         | Parque Bicentenario          |
| 12 de junio   | Calvià                     | España         | Antiguo Aquapark Calvià      |
| 14 de junio   | Barcelona                  | España         | Fira de Barcelona            |
| 20 de junio   | Marbella                   | España         | Auditorio Starlite           |
| 28 de junio   | Bruselas                   | Bélgica        | Parque Osseghem              |
| 4 de julio    | Las Palmas de Gran Canaria | España         | Estadio de Gran Canaria      |
| 10 de julio   | Lisboa                     | Portugal       | Passeio Marítimo de Algés    |
| 12 de julio   | Bilbao                     | España         | Kobetamendi                  |
| 17 de julio   | Köniz                      | Suiza          | Monte Gurten                 |
| 18 de julio   | Montreux                   | Suiza          | Escenario del Lago           |
| 20 de julio   | París                      | Francia        | Hipódromo de Longchamp       |
| 23 de julio   | Lanuza                     | España         | Escenario Flotante de Lanuza |
| 26 de julio   | La Coruña                  | España         | Puerto de La Coruña          |
| 30 de julio   | Chiclana de la Frontera    | España         | Poblado de Sancti Petri      |
| 18 de octubre | Guanajuato                 | México         | Los Pastitos                 |
| 25 de octubre | Querétaro                  | México         | Autódromo de Querétaro       |
| 28 de octubre | Ciudad de México           | México         | Pepsi Center                 |
| 30 de octubre | San Juan                   | Puerto Rico    | Coca-Cola Music Hall         |

### Conciertos cancelados
| Fecha                  | Ciudad   | País  | Recinto        | Motivo               | Ref.  |
| ---------------------- | -------- | ----- | -------------- | -------------------- | ----- |
| 6 de noviembre de 2024 | Santiago | Chile | Movistar Arena | Problemas logísticos | [ 9 ] |